# Fortezza di Castelmur
La fortezza di Castelmur è quanto rimane di una fortezza situata su un promontorio roccioso a Promontogno, nel comune di Bregaglia (Canton Grigioni) in Svizzera. 
Sono attestate diverse costruzioni a carattere difensivo edificate nel pieno e tardo Medioevo, ma anche in epoca più remota. Castelmur e la vecchia chiesa matrice della valle (Chiesa di Nostra Signora) costituivano un ampio sbarramento stradale e vallivo, nel luogo in cui sorgeva la stazione stradale romana di Murus. 
Insieme alle fortificazioni di Bellinzona, Castelmur è l'esempio più significativo di opera medievale a sbarramento di una valle sull'odierno territorio svizzero. Sullo sperone più alto si elevava una torre quadrangolare; le poche tracce rimaste non consentono di trarre conclusioni definitive sulla sua funzione difensiva o abitativa e sulla sua datazione. Su un terrazzo collocato più in basso sorge l'antica chiesa matrice della valle, dedicata a Santa Maria (Nostra Signora). L'odierna navata risale al XIX secolo, il campanile è romanico; l'area sacra, tuttavia, risale senza dubbio all'alto Medioevo. Su un ampio terrazzo roccioso a nord della chiesa si elevavano un tempo una fortezza feudale di vaste dimensioni, con torre (del 1200 ca.), cinta muraria ed edifici annessi. Per proteggere la vecchia strada della valle, sul terrazzo roccioso situato sopra il fiume Maira erano state costruite massicce mura difensive in cui si aprivano ampie porte.
Gli scavi archeologici compiuti negli anni 1921-28 hanno consentito di individuare nell'area dello sbarramento un insediamento risalente all'epoca imperiale romana: sono venuti alla luce numerosi edifici, tra cui uno con ipocausto. In seguito sono stati rinvenuti anche due piccoli altari sacri in pietra ollare con iscrizioni dei fondatori. 
Nell'alto medioevo la fortificazione venne ampliata e venne edificata la chiesa di Nostra Signora. Castelmur è menzionato intorno all'840 nell'urbario imperiale retico insieme a una stazione doganale, la Porta Bergalliae, che per un certo periodo diede il nome all'intero complesso. Intorno al 960 il vescovo di Coira divenne proprietario dello sbarramento e di tutta la valle. Poiché Chiavenna aveva a più riprese tentato di appropriarsi dello sbarramento, i vescovi di Coira dovevano poter contare sulla fedeltà dei sudditi residenti nella fortezza di Castelmur. Per questo motivo il complesso era abitato dalla famiglia von Castelmur che ne ottenne anche il nome. 
Nel XV secolo la fortezza perse la sua importanza militare; venne comunque utilizzata come abitazione da diversi signori, tuttavia non vennero più effettuati ampliamenti o lavori di consolidamento. Nel XVI sec. i diritti signorili passarono a Bondo, per cui la fortezza cadde in disuso. Nel 1600 Castelmur era già un rudere.